# The Purple Testament
"The Purple Testament" is een aflevering van de Amerikaanse televisieserie The Twilight Zone. Het scenario werd geschreven door Rod Serling.

## Plot

### Opening
Infantry platoon, U.S. Army, Philippine Islands, 1945. These are the faces of the young men who fight. As if some omniscient painter had mixed a tube of oils that were at one time earth brown, dust gray, blood red, beard black, and fear—yellow white, and these men were the models. For this is the province of combat and these are the faces of war. 
— Rod Serling

### Verhaal
William Fitzgerald, een luitenant die dient in de Tweede Wereldoorlog, krijgt de mysterieuze gave om te zien wie er gaan sterven via een vreemde lichtflits op diens gezicht. Nadat hij de dood van een aantal soldaten correct heeft voorspeld, vertelt hij zijn vriend kapitein Riker wat er gebeurd is. Die weet niet goed of hij William moet geloven. Riker praat met een dokter, kapitein Gunther. Die denkt dat William zich wat inbeeldt door de vele spanningen van de laatste tijd en suggereert dat de luitenant het wat rustiger aandoet. William gaat naar een ziekenhuis om een van zijn mannen, Smitty, te zien. Hij ziet het licht op Smittys gezicht en weet al dat Smitty het niet zal redden.
Later verteld William aan Riker dat hij het licht op Rikers gezicht heeft gezien. Hoewel Riker zich er niet veel van aan lijkt te trekken en William beveelt zich klaar te maken voor de volgende veldslag, bergt hij zelf eerst wat van zijn persoonlijke voorwerpen op alvorens ook de strijd in te gaan. In het kamp gaat het gerucht over Williams gave rond, maar Riker dringt erop aan dat er niet zoiets bestaat als “iemands dood voorspellen”. William besluit maar met Riker mee te doen uit angst een opstand te creëren.
In de veldslag die volgt komt Riker inderdaad om. Hij wordt gedood door een sluipschutter. Kapitein Gunther brengt William het nieuws dat hij teruggestuurd zal worden naar het hoofdkwartier voor een welverdiende rust. Maar zodra William zijn spullen pakt, ziet hij in een spiegel de lichtflits op zijn eigen gezicht. Wanneer William wordt opgepikt in een jeep, waarschuwt de sergeant de chauffeur van de jeep dat de weg mogelijk nog niet helemaal vrij is van landmijnen.
De jeep vertrekt met William aan boord. Terwijl de soldaten zich verzamelen in het kamp, klinkt in de verte een luide explosie.

### Slot
From William Shakespeare, Richard the Third, a small excerpt. The line reads, 'He has come to open the purple testament of bleeding war.' And for Lieutenant William Fitzgerald, 'A' Company, First Platoon, the testament is closed. Lieutenant Fitzgerald has found the Twilight Zone.
— Rod Serling

## Rolverdeling
- William Reynolds: Lt. Fitzgerald
- Dick York: kaptitein Riker
- Barney Phillips: kaptitein Gunther
- Warren Oates: Jeepchauffeur
- Paul Mazursky: Orderly
- Ron Masak: Harmonica Man
- William Phipps: Sergeant
- S. John Launer: Kolonel
- Marc Cavell: Freeman

## Notities
- Serling beweert in zijn slotdialoog een stuk tekst te citeren uit William Shakespeares Richard the Third. De tekst komt echter uit Richard the Second.

- De aflevering speelt zich af in de Filipijnen tijdens de Tweede Wereldoorlog. Derhalve is de aflevering waarschijnlijk gebaseerd op Serlings eigen ervaring toen hij diende bij de 11th Airborne Division.

- Oorspronkelijk zou Dean Stockwell de rol van William gaan spelen, maar hij was verhinderd. Hij deed later wel mee in de aflevering “A Quality of Mercy”.

## Thema’s
Thema’s over militairen werden ook gebruikt in de afleveringen “Judgment Night”, “Two” en “A Quality of Mercy”.
De aflevering combineert de letterlijke interpretatie van Aziatische toekomstvoorspelling door iemands gezicht te lezen met de gave genaamd “tweede gezichtsvermogen”. Er wordt geloofd dat mensen met een tweede gezichtsvermogen zich over moeten geven aan het noodlot. In deze aflevering doet de hoofdpersoon dat ook; hij weet dat hij zal gaan sterven, maar stapt toch in de jeep. Zou hij hebben geprobeerd zijn eigen lot te veranderen, dan zou hij een paradox hebben gecreëerd.